# Chucho el Roto
Jesús Arriaga Zamora conocido por el apodo de Chucho el Roto (Chiautempan, Tlaxcala, 1858 - Veracruz, 25 de marzo de 1894), fue un célebre bandido mexicano.
Según informes, se convirtió en astuto bandido y estafador al no encontrar otro camino para vengarse de un millonario que lo mandó a presidio. Se había escapado del penal de San Juan de Ulúa, una de las prisiones más temidas del Porfiriato, ubicada en el islote del mismo nombre, frente a la ciudad y puerto de Veracruz, en 1885.

## Biografía
La doctora e historiadora Sofía Valencia lo señala como nacido en Chiautempan hacia 1858, del linaje del presbítero y bachiller don Pedro de Arriaga, quien ciertamente fungió como cura párroco de esta ciudad entre 1836 y 1850. Esto lo llevó a radicar aquí por muchos años con su familia, habiéndose casado en esta ciudad una de sus hermanas que, según estas referencias, más tarde fue la madre de nuestro referido. Se ha agregado, además, que su nacimiento se dio en el barrio de la Cuenda, que se ubicó sobre la calle del Gallito, hoy conocida como José Manuel Saldaña Norte, o bien en casas contiguas a esta.
Se asegura que su cautiverio se debió a la venganza de don Diego del Frizac, un millonario de origen francés, tío de una agraciada joven noble que se enamoró de Jesús, quien era en ese entonces un pobre y honrado carpintero. Matilde del Frizac y él procrearon una hermosa niña, a quien pusieron por nombre María de los Dolores (Lolita).
Al descubrirse el hecho, Jesús fue humillado y amenazado por los parientes de la muchacha, y finalmente rechazado por esta, por temor a su tío. Entonces Chucho decidió robarse a su hija, y este fue el motivo para encarcelarlo, aun a pesar de haber devuelto a la criatura, primero en la penitenciaria de la Ciudad de México (cárcel llamada Los Arcos de Belén), de donde fue trasladado finalmente a San Juan de Ulúa, una de las cárceles más temibles del porfiriato. 
Las estafas de Jesús Arriaga llegaron a ser famosas y a sorprender a mexicanos y extranjeros, por ser un astuto e inteligente ladrón quien, sin embargo, usaba la mayor parte de lo robado para socorrer a los necesitados. Las autoridades del porfiriato no podían aprehenderlos a él y a su banda, a pesar de realizar sus atracos en la Ciudad de México.[cita requerida]
Era conocido con el sobrenombre de “Chucho el Roto” porque para llevar a cabo sus estafas acostumbraba vestir con suma elegancia, al estilo de los adinerados de esos tiempos, en pleno porfiriato, los llamados rotos (elegantes o catrines). A lo largo de casi diez años y en compañía de sus secuaces, apodados “La Changa”, “El Rorro”, “Juan Palomo” y “Lebrija”, robó y estafó, pero asimismo luchó en favor de los desposeídos, convirtiéndose en uno de los ídolos más queridos del pueblo, ya que robaba a los ricos para ayudar a los pobres.[cita requerida]
A todo esto se agrega la versión de Ricardo Alva, escritor oriundo de Apizaco, quien relata de manera un tanto novelada que el propio Jesús Arriaga en una ocasión afirmó ser oriundo de Chiautempan, que visitó muchas veces en compañía de sus amigos, y que, si alguna vez había asegurado ser de otro estado, lo había hecho como una estrategia para evitar que se les causara daño a su madre y sus hermanas. Cuentan varios vecinos que lo llegaron a ver en un carruaje siempre cerca de las colonias Tacuba, Popotla, Tlaxpana y Anáhuac, saludando siempre con la cortesía que se le daba.[cita requerida]
Años después, fue apresado en las Cumbres de Maltrata, estado de Veracruz, en el que se supone fue su último atraco. Se asegura fue conducido nuevamente al penal de San Juan de Ulúa, mismo de donde había escapado nueve años atrás, introduciéndose en una cuba (barril que hacía las veces de un sanitario). Se comenta que cuando nuevamente intentó escapar, fue traicionado por un compañero de celda apodado “Bruno".
Herido de bala, fue recapturado, y al pasar por la plaza principal de la fortaleza, el coronel Federico Hinojosa, director del penal ordenó:
-¡Que le den doscientos latigazos a ese desgraciado!
Con mucho orgullo, “Chucho el Roto” contestó:
-No puede ser desgraciado el que roba para aliviar el infortunio de los desventurados.
El director dijo: 
-¡Denle trescientos!
Entonces fue trasladado a una celda de castigo conocida como El Limbo en el mismo penal, en donde un verdugo apodado “El Boa” cumplió la orden. Para ello, se dice, el verdugo recibió previamente mil doscientos pesos-oro de manos de Matilde del Frizac, la madre de Lolita, con el fin de evitar que Jesús muriera en el acto, pues el verdugo sabía cómo golpear. 
Del Limbo lo llevaron a la enfermería del hospital más antiguo de Veracruz, el “San Sebastián”, donde oficialmente murió el 25 de marzo de 1894, a los treinta y seis años de edad. El cuerpo fue recibido por Matilde de Frizac, Lupe, hermana de Jesús, y Lolita, su hija. El féretro fue custodiado por guardias contratados por Matilde y trasladado por ferrocarril a la Ciudad de México para que se le diera cristiana sepultura. Las tres mujeres, acompañadas por un marqués austriaco, de nombre desconocido y prometido de Matilde de Frizac, abordaron un vapor que las llevaría a Europa.[cita requerida]
En cuanto a los restos de Jesús Arriaga, cuentan que cuando abrieron el féretro en la capital este estaba lleno de piedras, así que no se pudo saber más de él.[cita requerida]
Sin embargo, en la Ciudad de México, en el Panteón del Tepeyac, en la Villa de Guadalupe, se encuentra la tumba de la que fuera su hija Lolita, cuyo nombre completo fue Dolores Arriaga del Frizac.